# Domino (Texas)
Domino é uma cidade  localizada no estado norte-americano de Texas, no Condado de Cass.
Segundo o censo norte-americano de 2000, a sua população era de 52 habitantes.
Em 2006, foi estimada uma população de 51 habitantes, um decréscimo de 1 (-1.9%).

## Geografia
De acordo com o United States Census Bureau tem uma área de
0,9 km², dos quais 0,9 km² cobertos por terra e 0,0 km² cobertos por água. Domino localiza-se a aproximadamente 76 m acima do nível do mar.

## Localidades na vizinhança
O diagrama seguinte representa as localidades num raio de 20 km ao redor de Domino.